# 巫女の予言

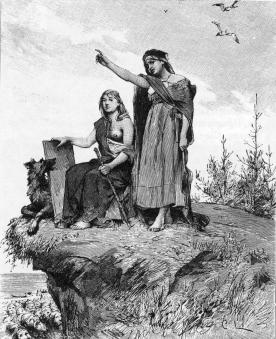
巫女（ヴォルヴァ）が予言を語る姿。1893年にスウェーデンで出版された Fredrik Sander 版『詩のエッダ』の挿絵より。

「巫女の予言」（みこのよげん、古ノルド語: Vǫluspá、Vǫlspá、Vǫlospá、ヴォルスパー、アイスランド語: Völuspá、ヴェルスパー）とは、『古エッダ』の最初に置かれているエッダ詩の中でも最もよく知られる詩。
巫女ヴォルヴァがオーディンに語りかけるという形で、世界の創造から終末の到来、世界の再生までを語る。北欧神話を研究する上で最も重要な一次資料の1つとみなされている。
この詩は『スノッリのエッダ』に一部が引用されているほか、その全体が『王の写本』と『ハウクスボーク』の中に残されていた。『王の写本』では63聯の古韻律詩から成っている。

## 内容
予言はオーディンへの語りかけから始まる。そしてヴォルヴァは、世界の創造に関する物語を短く語る。彼女は自身がいかにして知識を手に入れたか、そして彼女がオーディンの全知の源泉、および他のアースガルズの神々の秘密をも分かっているということを説明する。彼女は北欧神話の様々なエピソードに触れたのち、ラグナロクとそれに続く世界の再生について語って終わる。
途中、小人の妖精ドヴェルグについて語られている部分があり、この節は「ドヴェルグ一覧表」 (Dvergatal) と呼ばれることもある。通例この部分はのちに書き加えられた部分と見なされ、編集者や翻訳者によっては省略されることもある。

## 資料
「巫女の予言」は、『王の写本』（1270年頃）と、ハウク・エルレンズソンの著作『ハウクスボーク』（1334年頃）の中に残されていた。また、多くの聯がスノッリ・ストゥルルソンによる『エッダ』（1220年頃に成立、 現存している最も古い写本は1300年頃のもの）の中に引用されている。各聯の順番や総数、内容はこれら資料によって異なっている。さらには、後世の編集者や翻訳者によって聯の配列が変更されることもある。

## 日本語訳
以下に「巫女の予言」全文を日本語に訳している文献を、出版年順に並べる。
- 松谷健二訳（1966年）「エッダ」、筑摩書房版『世界文学大系 中世文学集66』所収。
  - のち（1986年）、文庫化して『エッダ グレティルのサガ〈中世文学集3〉」筑摩書房〈ちくま文庫〉、ISBN 4-480-02077-2。
- 谷口幸男訳（1973年）、G・ネッケル、H・クーン他編『エッダ 古代北欧歌謡集』新潮社、ISBN 978-4103137016。
- 菅原邦城訳（1993年）、シーグルズル・ノルダル『巫女の予言  エッダ詩校訂本』東海大学出版会、ISBN 4-486-01225-9。
  - ノルダル校訂による古アイスランド語原文と並べて対訳が与えられている。
- 尾崎和彦（1994年）『北欧神話・宇宙論の基礎構造 「巫女の予言」の秘文を解く』白凰社〈明治大学人文科学研究所叢書〉、ISBN 978-4826200776
- 菅原邦城（「巫女の予言」担当）、他訳（1995年）、ヘルマン・パウルソン『オージンのいる風景 オージン教とエッダ』東海大学出版会、ISBN 4-486-01318-2。
  - 同じ菅原による訳であるが、こちらはヘルマン・パウルソン校訂のテクストであり、上のノルダルの訳書のものとは細部で異なる点が多い。
- 小林俊明、金井英一訳（2004年）、ヴァルター・ハンゼン『アスガルドの秘密 北欧神話冒険紀行』東海大学出版会、ISBN 4-486-01640-8。
  - 古典的なジムロック訳をもっぱら踏襲したハンゼンによるドイツ語訳からの重訳。
- 下宮忠雄、金子貞雄（2006年）『古アイスランド語入門』大学書林、ISBN 4-475-01872-2。
  - ランケ第2版（1949年）を底本とし、文法や語彙の簡単な注釈を付しながら直訳が与えられている。9–16節のドヴェルグ一覧表は省略されている。

また、全文をまとめて掲載しているわけではないが、若干の分量を訳している文献として、
- 菅原邦城（1984年）『北欧神話』東京書籍、ISBN 4-487-75047-4。（底本は上掲のノルダル版だが、訳文は細かな点で若干異なっている。）
- 水野知昭（2002年）『生と死の北欧神話』松柏社、ISBN 4-7754-0013-4。（3, 4, 8, 21–24, 31, 50–51, 55, 59–62, 64節の計16節が訳されている。）

がある。

## 関連書籍
- アクセル・オルリック、尾崎和彦訳『北欧神話の世界 神々の死と復活』青土社、2003年、ISBN 978-4-7917-6065-7。